# 김부겸
김부겸(金富謙, 1958년 1월 21일~)은 대한민국의 정치인이다. 제 16~18, 20대 국회의원을 지냈고, 문재인 정부의 행정안전부 장관과 제47대 국무총리를 역임했다.

## 생애
본관은 김해이며 경상북도 상주 출생이다.
1978년 대통령 긴급조치 9호 위반과 1980년 5.17계엄령 위반으로 구속되면서 제적과 복학을 반복했다. 징역형이 확정되어 수형 생활을 하게 되면서 병역이 면제되었다. 제정구 의원을 정치적 스승으로 모셨다. 1991년 야권 지도자였던 김대중이 재야세력과 연합하면서 창당한 민주당에 제1회 전국동시지방선거를 앞둔 1995년 입당했으며 1996년에 국민통합추진위원회(통추) 조직위 부위원장을 지냈다.
1997년 대한민국 제15대 대통령 선거를 앞두고 자신이 소속된 민주당이 당시 집권 여당이었던 신한국당과 합당으로 인하여 신설된 한나라당 소속으로 집권당 당원이 되었으나 한달 후 있었던 선거에서 사상 최초의 선거에 의한 정권 교체가 이루어지면서 다시 야당 소속이 되어 2000년에 있었던 제16대 국회의원 선거에서 경기도 군포 지역구 한나라당 후보로 입후보하여 국회의원에 당선되었다.
국민통합추진회의에서 함께 했던 노무현 후보가 제16대 대통령에 취임한 이후 한나라당을 탈당해 지역구도 극복을 위해 신당 창당을 준비하면서 열린우리당 창당에 참여했다. 2004년, 2008년 연속으로 국회의원에 당선되었다.
수도권에서 3선 국회의원을 했던 김부겸은 2012년 제19대 국회의원 선거에서 수성구 갑으로 지역구로 바꾸어 출마했으나 40.42%의 득표율로 낙선했고 대구광역시장 후보로 출마했던 2014년 지방선거에서 40.33%의 득표율로 낙선하였다.
하지만 2016년에 치러진 제20대 국회의원 선거에서 다시 도전한 수성구 갑에서 62.3% 득표율로 국회의원에 당선되었다. 대구에서 민주당계 후보가 당선된 것은 신도환 국회의원 이후 31년만이다.
2017년 6월 16일 문재인 정부의 초대 행정안전부 장관으로 임명되어 2019년 4월 5일까지 재직하였다.
2021년 4월 15일 문재인 정부의 세번째 국무총리로 내정되어, 문재인 정부의 임기가 종료될 때까지 대한민국의 제 47대 국무총리로 재직하였다. 2022년 5월 10일 제 20대 대통령으로 윤석열이 취임한 후, 정계에서도 공식적으로 은퇴하였다.

## 학력
- 상주남부국민학교 입학→대구국민학교 졸업
- 대구중학교 26회 졸업
- 경북고등학교 56회 졸업
- 서울대학교 정치학과 학사
- 연세대학교 행정대학원 외교안보 전공 석사과정 행정학석사(학위논문명 : 동북아시아 다자간 안보협력체에 관한 연구)

## 경력
- 1987년: 민주헌법쟁취국민운동본부 집행위원
- 1988년: 한겨레민주당 서울특별시 지부 동작구 갑 지구당위원장
- 1990년: 민주연합추진위원회 부대변인
- 1991년~1994년: 민주당 부대변인, 당무기획실 부실장
- 1992년: 제14대 국회의원 선거 서울 동작구 갑 민주당 국회의원 예비후보
- 1995년: 통합민주당 4대 선거대책위 기획실장, 수석부대변인
- 1995년~1997년: 통합민주당 경기도 지부 과천시·의왕시 지구당 위원장
- 1996년: 국민통합추진위원회(통추) 조직위 부위원장
- 1998년~2003년: 한나라당 경기도 지부 군포시 지구당 위원장, 부대변인
- 1999년: 30~40대 신진개혁 정치인 그룹인 '미래를 위한 청년연대' 공동대표
- 2000년 4월 13일: 대한민국 제16대 국회의원 선거 당선(경기 군포시, 한나라당, 초선)
- 2000년 5월 30일~2004년 5월 29일 : 제16대 국회의원(경기 군포시, 한나라당→무소속→열린우리당, 초선)
- 2000년: 제16대 국회 전반기 정무위원회 위원
- 2001년: 제16대 국회 전반기 예산결산특별위원회 위원
- 2002년: 제16대 국회 후반기 공적자금 국정조사 특별위원회 위원
- 2003년~2004년 : 열린우리당 원내부대표
- 2003년~2004년 : 제16대 국회 후반기 국회운영위원회 위원
- 2004년 4월 15일: 대한민국 제17대 국회의원 선거 당선(경기 군포시, 열린우리당, 재선)
- 2004년 5월 30일~2008년 5월 29일 : 제17대 국회의원(경기 군포시, 열린우리당→무소속→대통합민주신당→통합민주당, 재선) / 국회 통일외교통상위원회 위원/ 열린우리당 당의장 비서실장/열린우리당 중앙위원/국회 예산결산특별위원회 위원
- 2005년~2006년 : 열린우리당 원내수석부대표
- 2005년~2006년 : 제17대 국회 전반기 국회운영위원회 간사
- 2006년: 제17대 국회 후반기 행정자치위원회 위원/열린우리당 상임비상대책위원
- 2007년: 제17대 대통령 선거 대통합민주신당 손학규 대통령경선후보 선거대책본부 부본부장/ 제17대 대통령 선거 대통합민주신당 정동영 대통령 후보 경기도 선거대책위원장
- 2008년 4월 9일: 대한민국 제18대 국회의원 선거 당선(경기 군포시, 통합민주당, 3선)
- 2008년 5월 30일~2012년 5월 29일: 제18대 국회의원(경기 군포시, 통합민주당→민주당→민주통합당, 3선) / 통합민주당 공천심사위원회 위원
- 2008년~2011년: 민주당 경기도당 군포시 지역위원회 위원장
- 2008년~2009년: 제18대 국회 전반기 교육과학기술위원회 위원장
- 2009년: 제18대 국회 전반기 문화체육관광방송통신위원회 위원
- 2011년: 민주당 2011년 상반기 재보궐선거 경기 성남시 분당구 을 손학규 국회의원 후보 선거대책본부장
- 2011년: 제18대 국회 후반기 저출산고령화대책특별위원회 위원장
- 2011년~2013년: 민주통합당 대구광역시당 수성구 갑 지역위원회 위원장
- 2011년~2012년: 민주통합당 최고위원
- 2013년~2014년: 민주당 대구광역시당 수성구 갑 지역위원회 위원장
- 2014년~2015년: 새정치민주연합 대구광역시당 수성구 갑 지역위원회 위원장
- 2015년~2022년: 더불어민주당 대구광역시당  수성구 갑 지역위원회 위원장
- 2016년 4월 13일: 대한민국 제20대 국회의원 선거 당선(대구 수성구 갑, 더불어민주당, 4선)
- 2016년 5월 30일~2020년 5월 29일: 제20대 국회의원(대구 수성구 갑, 더불어민주당, 4선) / 제20대 국회 기획재정위원회 위원/ 제20대 국회 예산결산특별위원회 위원
- 2017년 4월~2017년 5월: 제19대 대통령 선거 더불어민주당 문재인 대통령 후보 공동선거대책위원장
- 2017년 6월~2019년 4월: 초대 행정안전부 장관
- 2021년 5월~2022년 5월: 제47대 국무총리
- 2021년 5월~2022년 5월: 대통령 직속 2050 탄소중립위원회 위원장
- 2021년 5월~2022년 5월: 대통령 직속 규제개혁위원회 위원장
- 2021년 5월~2022년 5월: 대통령 직속 국가지식재산위원회 위원장
- 2021년 5월~2022년 5월: 대통령 직속 4차산업혁명위원회 위원장 겸 정부위원
- 서울대학교 총동창회 부회장
- 2021년 10월: 노태우 전 대통령 국가장 장의위원장
- 재단법인 한겨레통일문화재단 이사
- 2023년~: 재단법인 김대중기념사업회 상임고문
- 2024년 3월~2024년 4월: 더불어민주당 제22대 국회의원 선거 선거대책위원회 상임공동선거대책위원장
- 2025년 5월~ 제21대 대통령 선거 더불어민주당 이재명 대통령 후보 진짜 대한민국 선거대책위원회 총괄선거대책위원장

## 범죄전력
- 1977년 11월 서울대학교 학내에서 유신 헌법에 반대하는 시위에 가담했다가 대통령 긴급조치 9호 위반 혐의로 기소되어[3] 1978년 5월 12일 징역 1년 자격정지 1년을 선고받았으며, 1980년 2월 29일 일반복권되었다.[4] 대통령 긴급조치 9호가 2013년 3월 헌법재판소에서 "헌법상 보장된 국민의 기본권을 지나치게 제한한다"며 위헌 결정을 하자[3]재심 청구를 하여 2018년 8월 24일 서울고등법원 형사11부(이영진 부장판사)는 "판결받은 죄목이 헌법에 위반되어 무효이므로 죄가 되지 않는다"면서 무죄를 선고하였다.

### 간첩 접촉 후 불고지 및 자금수수
1988년 국회의원 선거 후보자로 출마할 때부터 간첩 이선실을 알게 된 김부겸은 선거 자금 
을 수수하였다.
1993년 2월 22일 국가보안법위반(기타) 죄로 징역 1년형의 집행유예 2년, 자격정지 1년을 선고 받았으며 1995년 8월 15일 특별복권 되었다.

### 선거법 위반
벌금 80만원 선고.

## 가족 관계
- 조부: 김수명(1895년~1973년)
- 조모: 의성김씨(1895년~1983년)
  - 아버지: 김영룡(1937년~)
  - 어머니: 차숙희
    - 배우자: 이유미(1957년~) - 이영훈의 동생
      - 장녀: 김연수
      - 차녀: 김지수(1987년 1월 18일~)
      - 사위 : 최민석 - 고려아연 최창근 회장의 아들
      - 삼녀: 김현수(1994년~)

## 역대 선거 결과
|  | 3.25% |

|  | 18.02% |

|  | 45.54% |

|  | 49.56% |

|  | 50.82% |

|  | 40.42% |

|  | 40.33% |

|  | 62.30% |

|  | 39.29% |

## 소속 정당
| 소속 정당 | 소속 정당      | 소속 기간 | 비고                          |
| --------- | -------------- | --------- | ----------------------------- |
|           | 한겨레민주당   | 1988~1991 | 창당 정계 입문                |
|           | 무소속         | 1991      | 정당 해산                     |
|           | 민주당         | 1991~1995 | 입당                          |
|           | 통합민주당     | 1995~1996 | 합당                          |
|           | 민주당         | 1996~1997 | 당명 변경                     |
|           | 한나라당       | 1997~2003 | 합당                          |
|           | 무소속         | 2003      | 탈당                          |
|           | 열린우리당     | 2003~2007 | 창당                          |
|           | 무소속         | 2007      | 탈당                          |
|           | 대통합민주신당 | 2007~2008 | 창당                          |
|           | 통합민주당     | 2008      | 합당                          |
|           | 민주당         | 2008~2011 | 당명 변경                     |
|           | 민주통합당     | 2011~2013 | 합당                          |
|           | 민주당         | 2013~2014 | 당명 변경                     |
|           | 새정치민주연합 | 2014~2015 | 합당                          |
|           | 더불어민주당   | 2015~현재 | 당명 변경 정계 은퇴 정계 복귀 |

## 방송
- 2000년 5월 5일 KBS2 《VJ특공대》 1회
- 2012년 4월 12일 JTBC 《신예리 & 강찬호의 직격토크 - 나는 누구냐》 7회
- 2012년 4월 24일 MBC 《100분 토론》 551회
- 2012년 10월 7일 채널A 《대담한 인터뷰》 44회
- 2013년 2월 26일 MBC 《100분 토론》 584회
- 2013년 4월 14일, 4월 21일 JTBC 《시대기획 동행》 6~7회
- 2016년 4월 17일 KBS2 《다큐멘터리 3일 - 개표까지 4·13 총선 기록》
- 2016년 6월 21일 MBC 《100분 토론》 728회
- 2016년 11월 18일 SBS《2016 희망TV SBS - 희망노래방 부기부기》
- 2017년 1월 22일 KBS1 《생방송 일요토론》 12회
- 2017년 2월 2일 KBS1 《특별기획 - 대선주자에게 듣는다》 9회
- 2018년 3월 22일 JTBC 《썰전》 262회

## 같이 보기
- 대한민국의 국무총리
- 대한민국의 행정안전부 장관
- 군포시의 국회의원
- 대구 수성구의 국회의원
- 군포시 (1996년 선거구)
- 수성구 갑